# TRAXX
TRAXX（トラックス）は、アルストムが設計・製造する電気機関車・ディーゼル機関車で展開されるブランドである。
鉄道事業者の指定の仕様で製作するオーダーメード方式に対し、TRAXXは車両メーカーの仕様を基に納入先の鉄道事業者に応じた仕様を決めるセミオーダーメード方式で製作される。搭載機器のモジュール化を行い、各種の電気機関車およびディーゼル機関車を造ることができる。現在、ドイツ、スイス、イタリア、ルクセンブルクなどで使用されている。2021年ボンバルディア・トランスポーテーションがアルストムに合併された後に、アルストムは2021年5月以来、TRAXXを続いて製造・供給している。

## 前身
TRAXXの設計は、AEGアンドヘンシェル（当時。のちアドトランツを経て現ボンバルディア・トランスポーテーション傘下）が1994年に作った128形試作機を元とする。これは、ドイツ鉄道（DB）が、1950年代〜1960年代にEinheitslokomotiven（英訳：Uniform Electric Locomotive）と呼ばれる標準型機関車を置き換えるために作られた交流電気機関車（電圧15kV、16.7Hz）で、出力6400kW、最高速度は時速220kmに達する。クラウス＝マッファイ製のユーロスプリンターでの127形に相当する。127形は、ドイツ鉄道120形を発展させた三相モーターを使用した電気機関車である。
試作機は、ドイツ鉄道から80両の中速貨物用機関車を受注することにつながった。これらは145形として1997年からアドトランツ（当時）で製造された。三相モーターを使用したことにより、僅かな設計変更でほとんどのヨーロッパ地域を走ることが可能となった。
2000年のハノーヴァー万国博覧会の開催中、DBは数両の145形を重量2階建て客車の牽引に充当した。結果は良好で、改良型の146形が発注された。主な変更点はクイル式駆動方式としたことで、最高速度を時速160kmとした。

## TRAXX

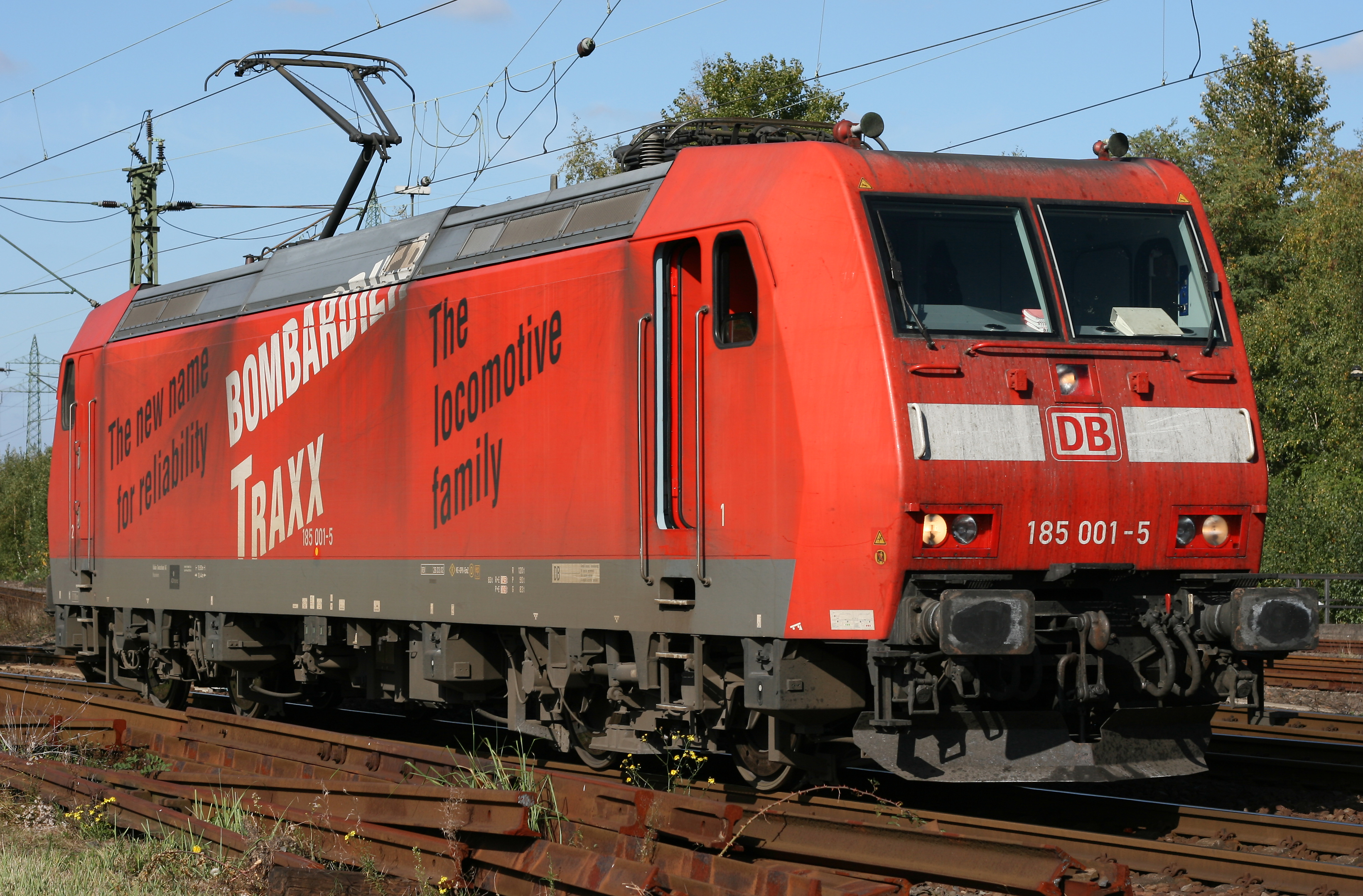
ドイツ鉄道185.0形（TRAXX）

アドトランツは2002年にボンバルディア・トランスポーテーションと合併し、アドトランツ由来のセミオーダーメイド機関車の設計は「TRAXX」として展開されることとなった。
DBは400両の185形を発注。2002年までに製造された車両は出力が計4200kWだったが、のちに5600kWに増強されている。最高速度は時速140kmないし160kmである。2003年、185形が同様の改造を施され、146.1形となった。

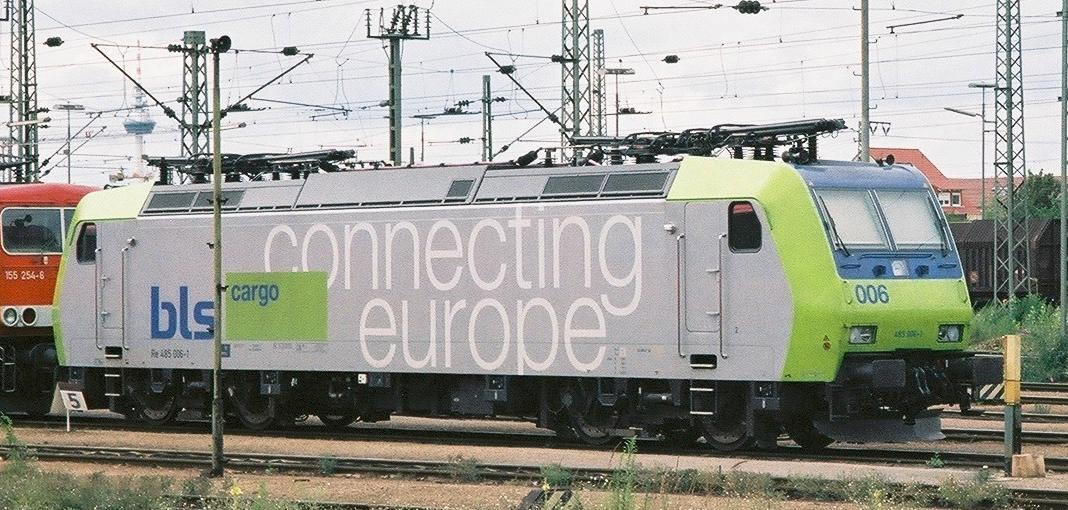
BLSカーゴRe485形

各種電気機関車のうち、もっとも出力の高い機関車ということで、スイス連邦鉄道（スイス国鉄）およびBLSによりゴッタルド鉄道トンネル、レッチュベルクトンネル、シンプロントンネルを通過する重量列車牽引機に選定された。2002年よりそれぞれRe482.1形およびRe485形として配備されている。

## TRAXX2

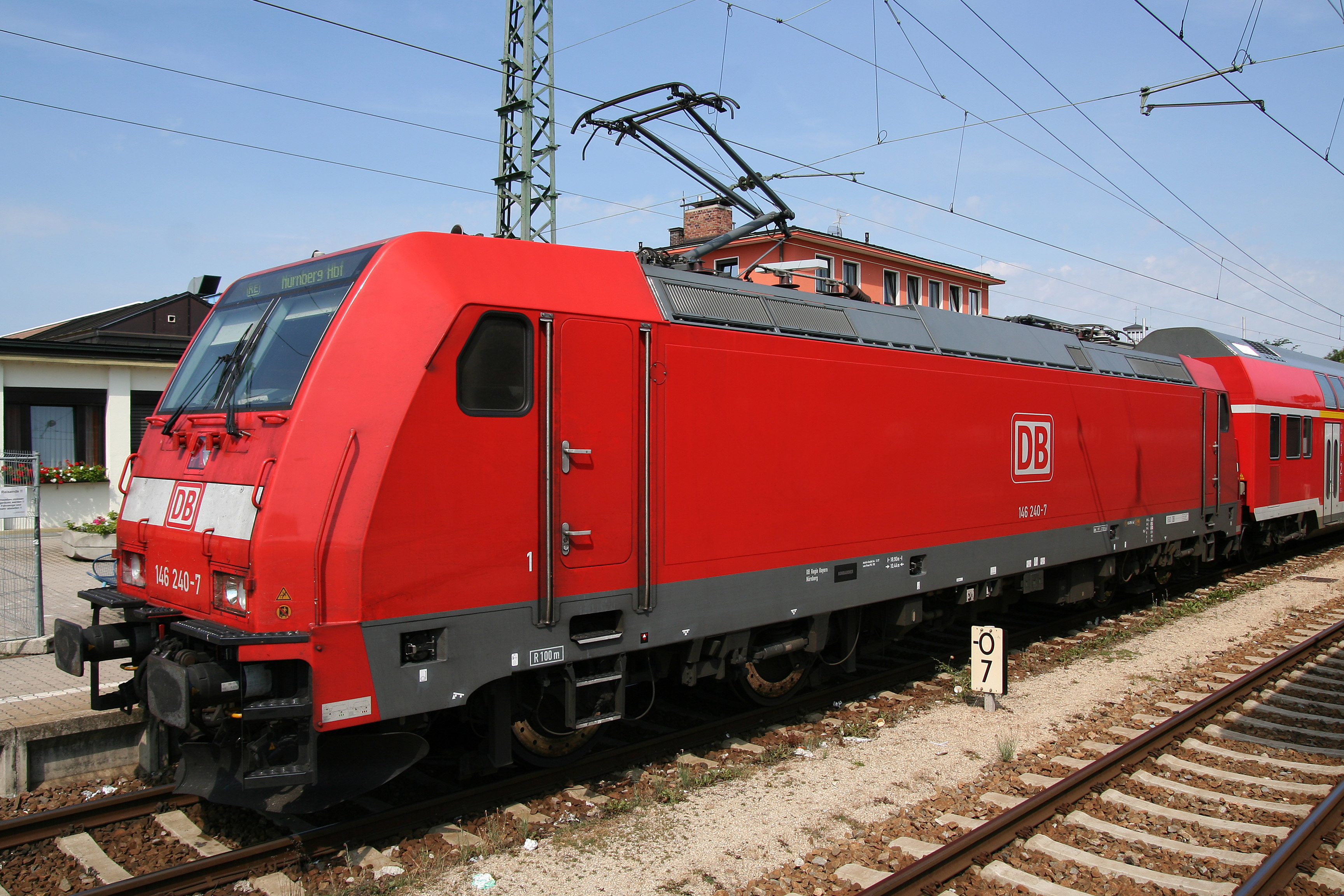
ドイツ鉄道146.2形（TRAXX2）

TRAXX2は初代TRAXXの改良型。出力はTRAXXと同じで、最高速度は時速140kmとなっている。
2004年、20両の交直両用機関車（Re484形）がスイス国鉄の貨物部門に納入された。TRAXX2で初の交直両用機関車で、4種類の電源に対応していた。スイスとイタリアの保安装置しか装備していなかったため、試運転では2種類の電圧（交流15kv16.7Hzと25kV50Hz）でしか使われていない。5両がチザルピーノ社により借り出され、スイスとイタリア間で試運転された。さらに3両が2007年に配備された。
2005年、185形は大幅なモデルチェンジを受けた。前頭部の変更、IGBTの採用が主なものである。これらは185.2形および146.2形とされた。

## TRAXX2E
TRAXXの生産開始当初から、ボンバルディアはTRAXXのディーゼル機関車版の生産を検討していた。しかし、TRAXXとTRAXX2の設計は電気機関車に特化しており、汎用性の観点から実現できなかった。2006年、ボンバルディアはTRAXX2からTRAXX2E（2 Evolution）へと変更し、エンジン冷却風取入口と給油口、そして燃料タンク搭載スペースを持ち、電気機関車とディーゼル機関車の双方に共通で使用出来るよう改良した。この拡張性をもって、必要に応じて電気機関車からディーゼル機関車へ、あるいはその逆へという改造をも可能にした。

### 電気機関車

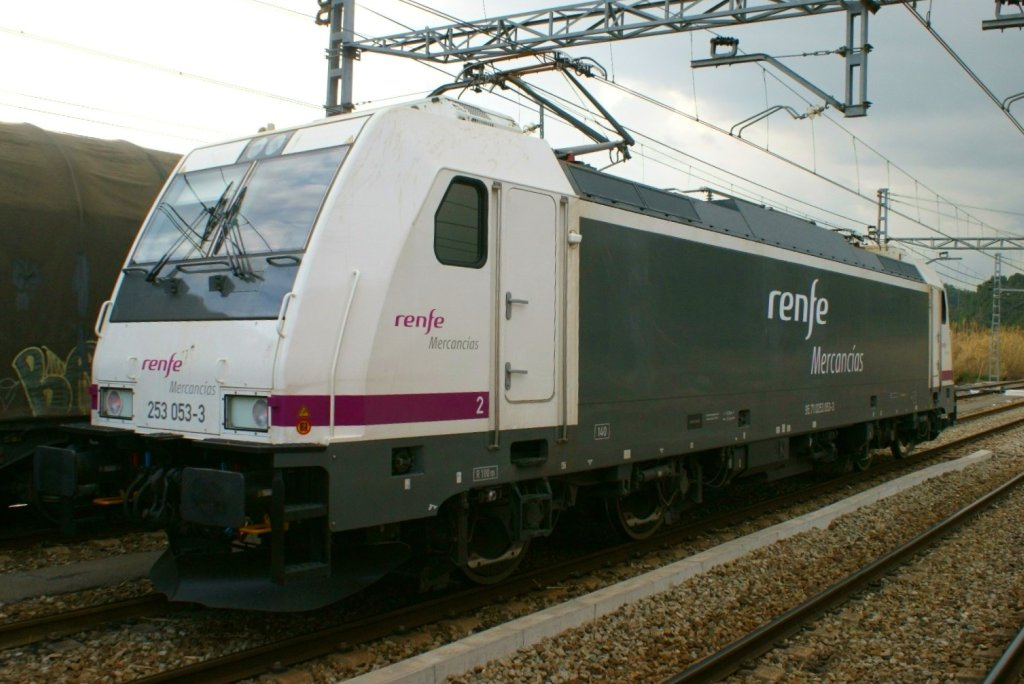
レンフェ253形（TRAXX2E）

TRAXX2Eでの最初の電気機関車バージョンは、186形の複電圧形である。これは、オランダのアムステルダムとブリュッセルの間で高速新線を経由する列車に使われる予定である。同様にオランダからイタリアへ、またポーランドからオーストリアへ、国境での機関車交換なしで貨物列車を運行する。もうひとつ、イタリア市場向けの直流専用電気機関車であるE483形がある。どちらも2007年6月まで試運転を行い、186形は2007年9月からアムステルダムーブリュッセル間の列車で、旧線経由で充当される。

### ディーゼル機関車

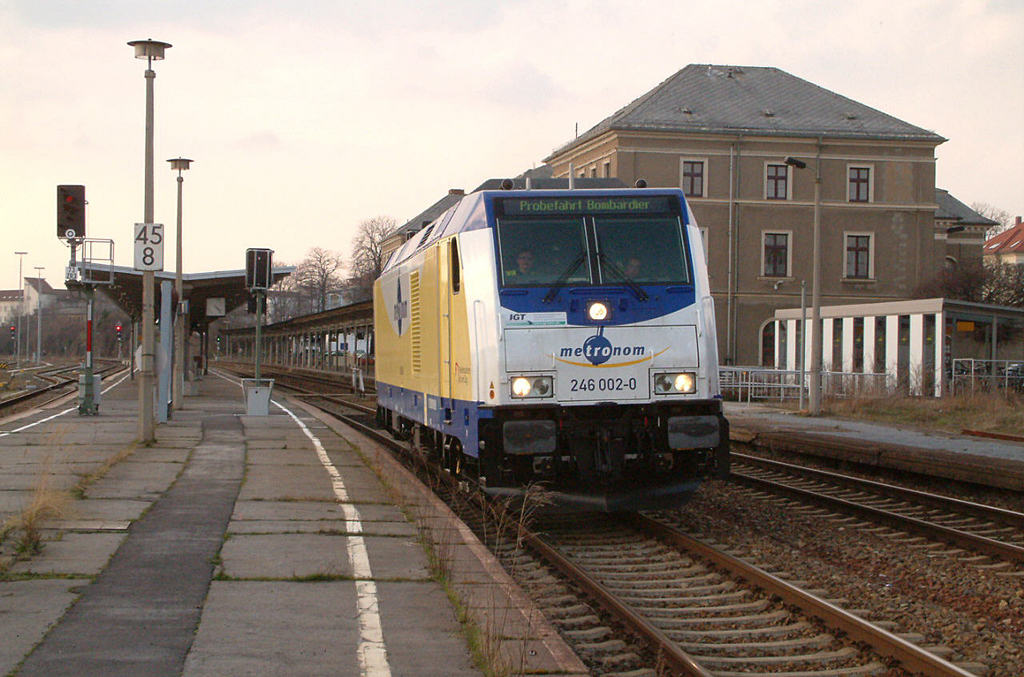
メトロノム246形ディーゼル機関車

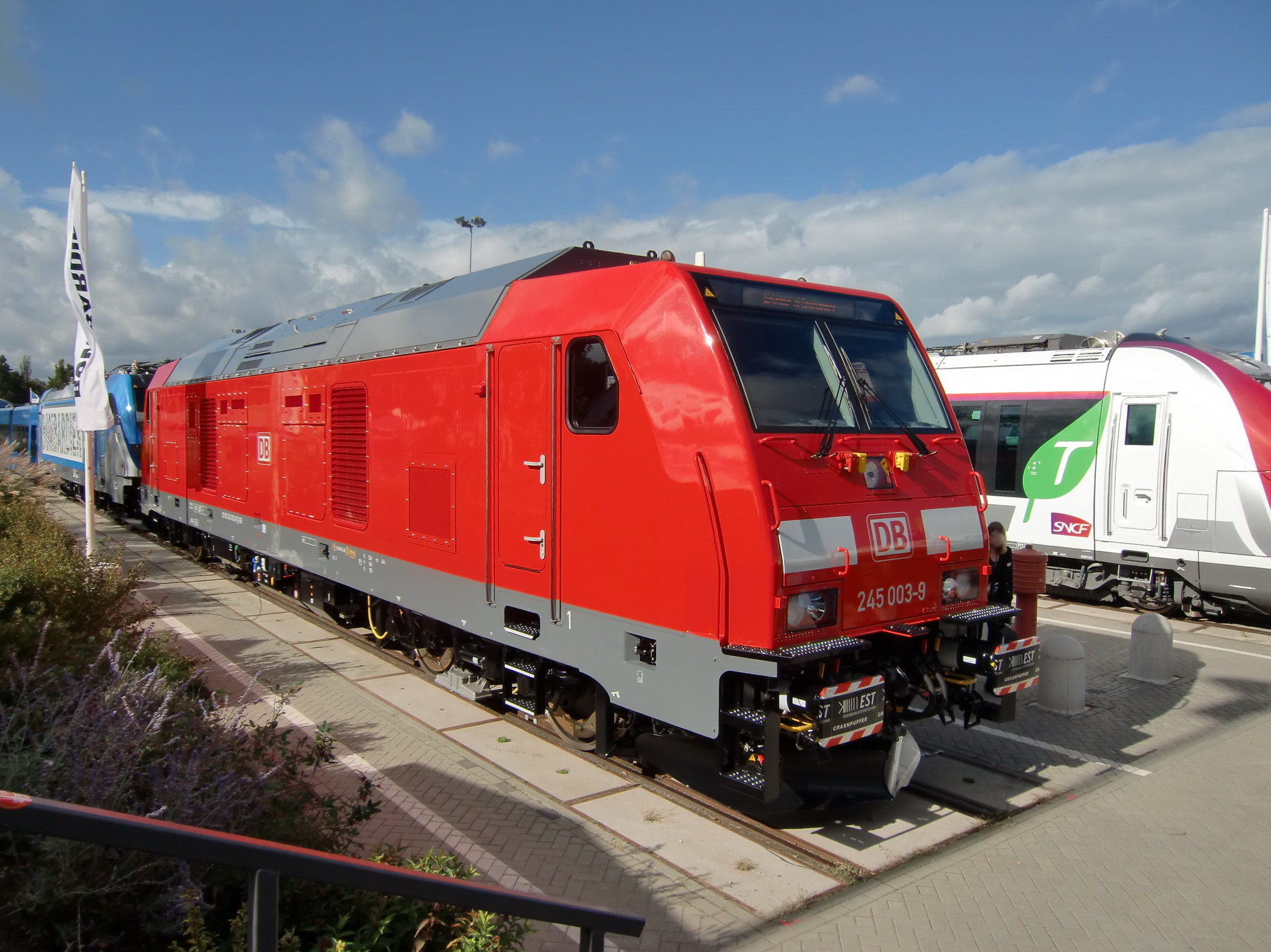
ドイツ鉄道245形ディーゼル機関車

ドイツのニーダーザクセン州の鉄道運営会社メトロノムが、最初に旅客型の246形を発注した。11両が2005年に発注され、2007年には配備の見込み。最初の3両は早く竣工し、2006年のイノトランス国際鉄道技術専門見本市に出展後、性能を確実なものとするために予定より早く試運転を開始した。これらは非電化のハンブルク - クックスハーフェン線にて運行される予定である。
また、車両リース会社のCBレールは貨物型の285形を10両発注、2008年に配備された。
どちらのバージョンも電気式ディーゼル機関車で、2200kWのMTUフリードリヒスハーフェンの16V4000R41L型エンジンを搭載。違いは変速機と最高速度である。旅客型は146形と同様のクイル駆動で最高速度160km/h。貨物型は185形とよく似た車軸ベアリングを持ち、最高速度は140km/hである。
これら中出力の機関車はシーメンスのユーロランナーやフォスロのG2000形と競合する。
245形ディーゼル機関車は四つの分割エンジンによって駆動され、Traxx P160 DE ME (Multi-Engine) と表示される。ディーゼルエンジンはキャタピラーのC18形式で、出力は合わせて2252 kWに逹する。主要投入先はDBレギオの中で南東バイエルン地域、アルゴイ・シュヴァーベン地域、ヘッセン、バーデン＝ヴュルテンベルク、アルプ＝ボーデン湖地域などである。

## TRAXX3

### 187形電気機関車
187形電気機関車は2011年5月ミュンヘン輸送物流展示会でAC3形式の1種類として最初に紹介された。187形は電圧15 kV・周波数16.7 Hz、電圧25 kV・周波数50 Hzの交流用で製作された機関車で、180 kWのディーゼル補助エンジンは非電化の最後の1マイル区間を走行するとき、使用できるよう設置されている。機関車が補助エンジンだけで走行する場合、速度は60 km/hを過ぎない。ディーゼルエンジンは排気ガースのIIIB等級規格を満足するように製作されている。TRAXX2間の相違点は変更された頭部、機械室内の変電装置周辺の曲がり通路、もっと高い出力、ETCSの対応機能である。

### DBの投入先
2013年5月ドイツ鉄道は450輌のTRAXX3機関車の一括注文 (Rahmenvertrag) に関して、ボンバルディア社と契約書に書名したことを発表した。契約によれば、ボンバルディアは機関車の製作時、仕様を様々に変更せねばならなかった。ドイツ鉄道は110輌の187.1形をDBCargoに、20輌の147形 (P160AC3機種) をDBレギオに配置した。25輌の機関車は2017年3月末ドイツ鉄道のIC2用で注文され、2019年から運用される予定である。

### MS3形式とDC3形式
TRAXX MS3形式機関車は多重システム機関車で、14国で承認され、将来に投入される予定である。側面壁は平板で構成され、ディーゼル補助エンジンは装着できる。
TRAXX DC3形式機関車は直流用機関車で、イタリア・スロベニア・ポーランドで運用される予定である。MS3形式の車両と同じく、側面壁は平板で、ディーゼル補助エンジンは装着できる。

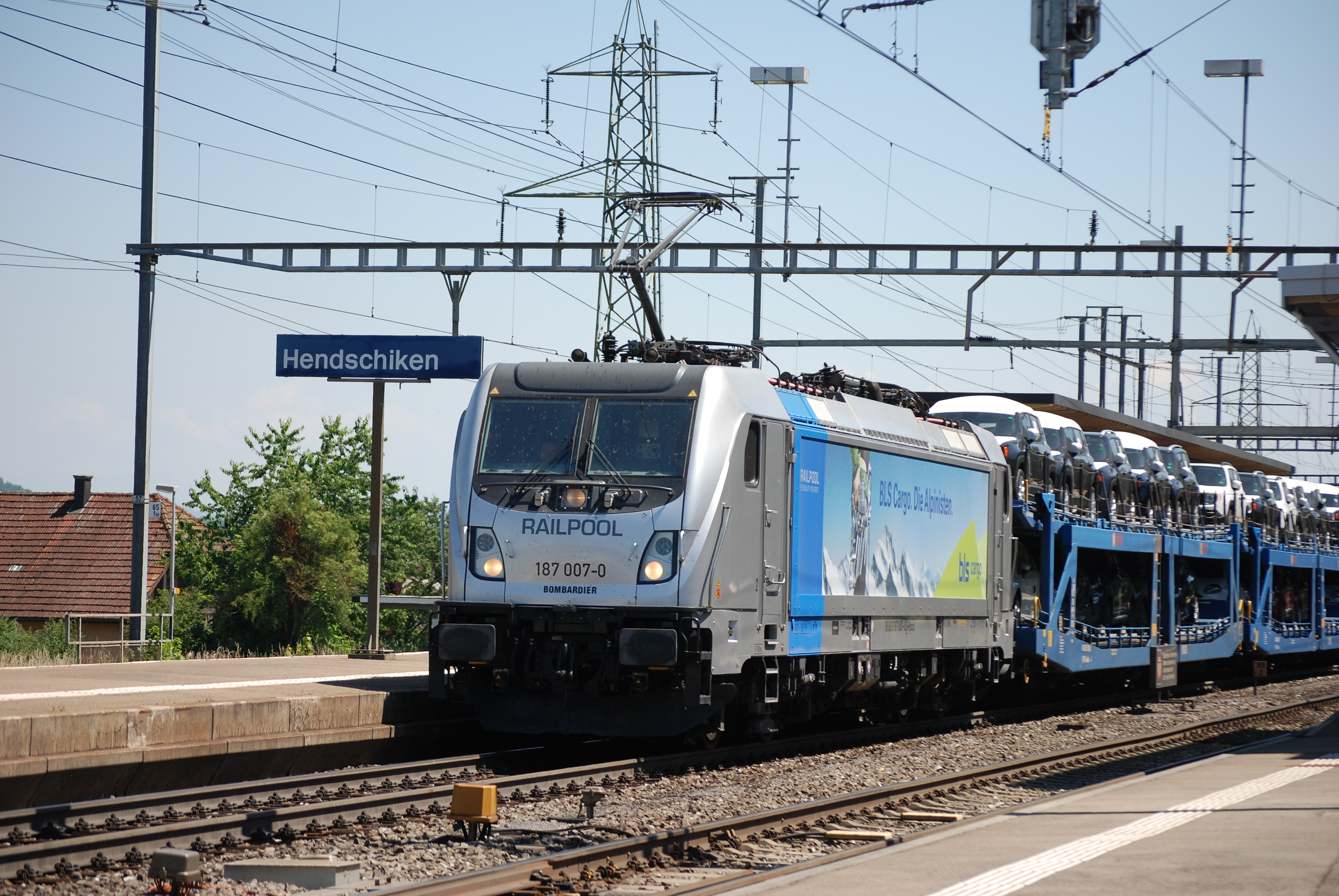
レールプール所属187形007号機
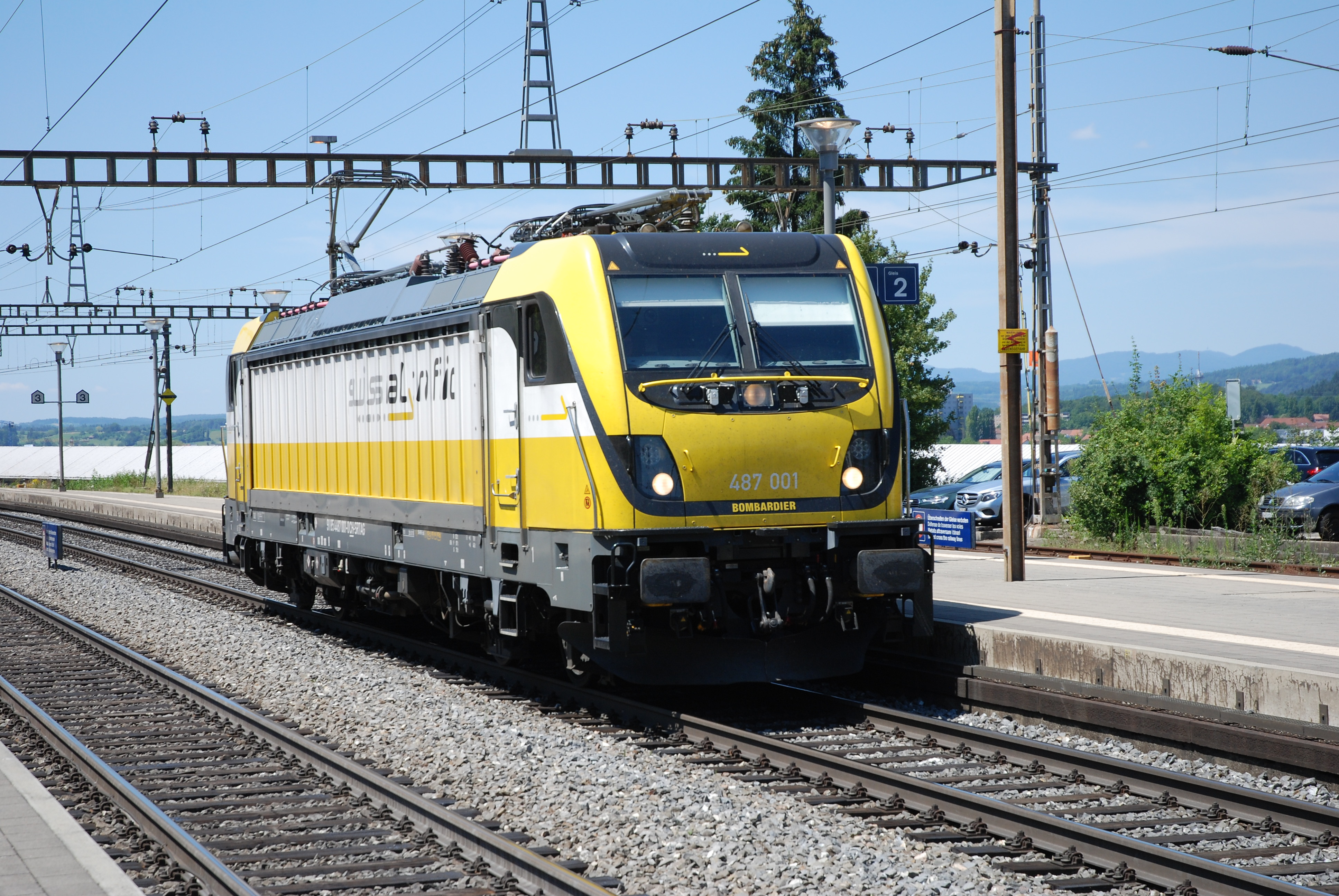
スイスレール交通 (STR) 所属487形001号機
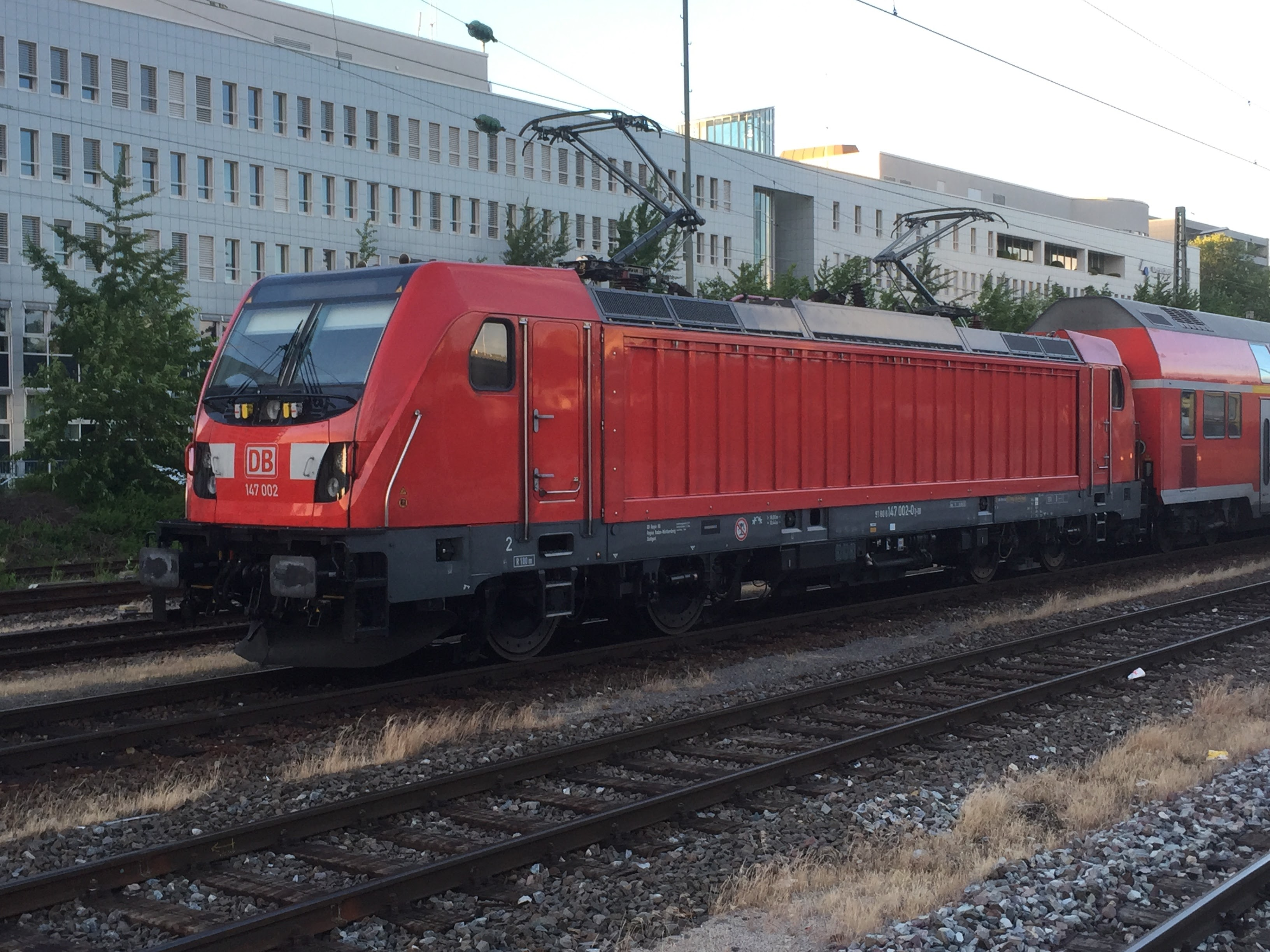
Traxx P160 AC3：147形002号機
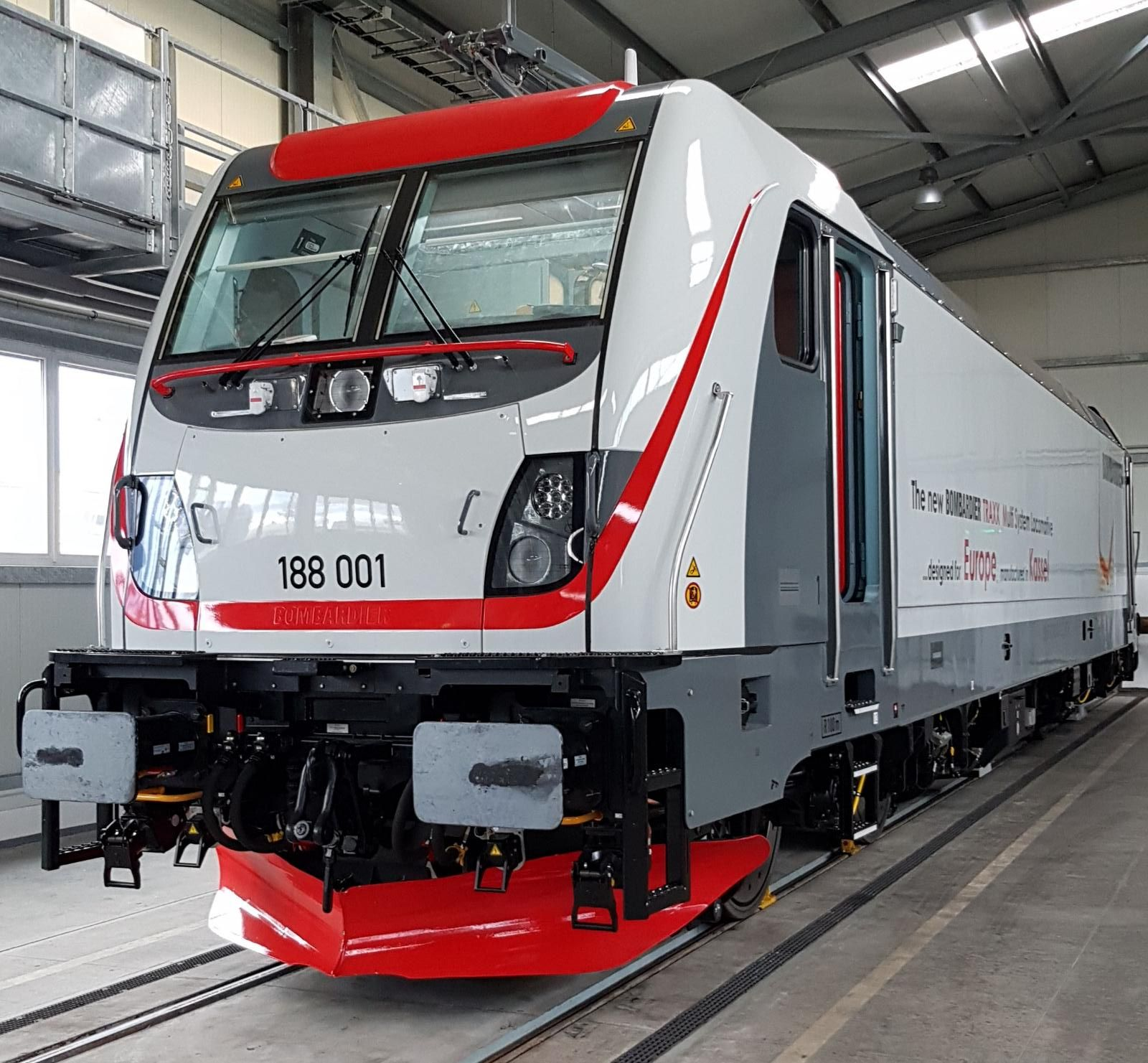
Traxx F160 MS3：188形001号機
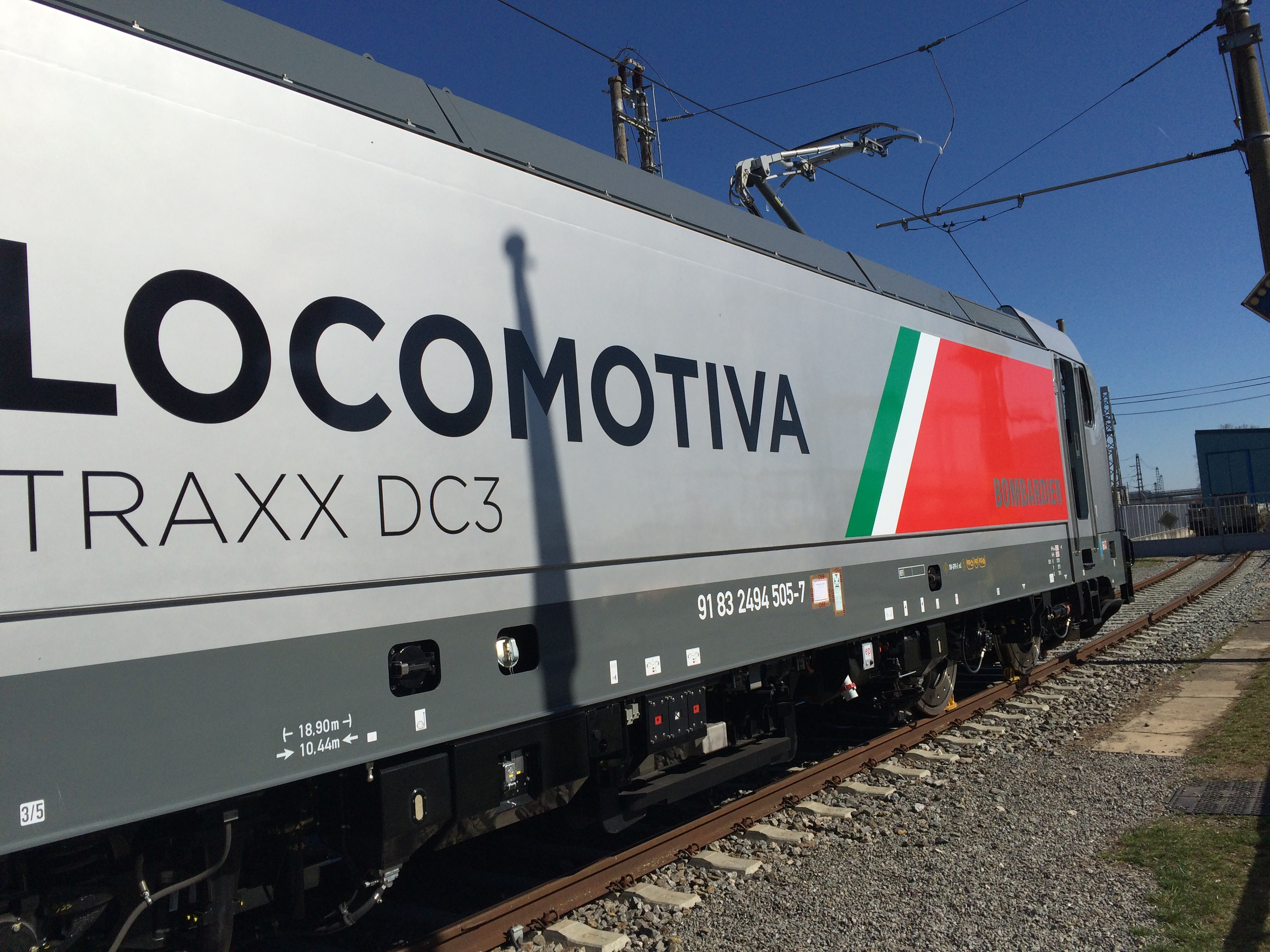
Traxx F140 DC3：イタリア国鉄所属494形505号機

## 主な運用鉄道事業者
2006年末までに700両以上が配備され、2007年11月現在、なお多数が製造中である。各国の・どの鉄道事業者が・どの形式を・何両運用しているかの詳細は、本ページのドイツ語版あるいは英語版が最新の情報が反映されやすいので、そちらを参照されたい。
- DBシェンカー（ドイツ鉄道の貨物部門会社）
- DBレギオ（ドイツ鉄道の短距離旅客列車部門子会社）
- SBBカーゴ（スイス連邦鉄道の貨物部門会社）
- BLSカーゴ（スイスの私鉄BLS AGの貨物部門会社）
- ルクセンブルク国鉄
- 三井レールキャピタルヨーロッパ（オランダのリース会社）
- CBレール（ポーターブルック。イギリスの車両リース会社。大陸向けのみ。）
- メトロノム（ドイツ）
- エンジェル・トレインズ（イギリスの車両リース会社）
- レンフェ（スペイン）

## 車体と主要機器

### 台車と駆動機
両台車はコイルバネで車体を支持して、連結棒を介して牽引力と制動力を伝達する。全ての軸は「Gealaifエンジンブロック」によって作動する。「Gea」はAEGの逆の頭文字であり、「laif」は統合された駆動機による機関車の運転 (Lokomotivantrieb mit Integriertem Fahrmotor) を意味する。誘導電動機は全体として交換できる。
145形電気機関車及びTRXX F140機種の場合、吊り掛け駆動方式が採択され、電動機は車軸によって支持されている。146形電気機関車及びTRAXX P160機種にクイル式駆動装置は装着され、電動機は自在継手で輪軸と連結された中空軸に、力を伝達する。

### 機関車構体 (Lokkasten)
二つの横の形鋼と六つのたての形鋼で構成された骨組みの上に平板の側面壁が覆われており、骨組みと共に単位構造体を形成している。機関車の屋根は機械室の設備交換のために三部分で分離可能である。TRAXX2からキャプの前頭部は衝突事故の時に運転者を保護する為に強化され、構体は衝突安全に関する新しいヨーロッパの規定を満足する。
屋根の上にはすり板検出器 (Schleifleistenüberwachung) とサージ防護機器付きのZ字形集電装置及び真空の主開閉器 (Hauptschalter) と連結された高圧引込線 (Hochspannugsleitung) が設置されている。145形と146.0形の場合、主開閉器と引込線は構体の内部に設置できたが、Traxx機関車の場合、25kVの電気運転のため高圧引込線は屋根の上に設置されている。四つの電流システムの機関車 (MS形式) の場合、屋根上に直流用設備の為に、システムの間に絶縁体が配置されている。直流用機関車の場合、屋根の引き込みの線は高い電流のため広いアルミニウムの細棒の形で通電されている。

### 電気装置

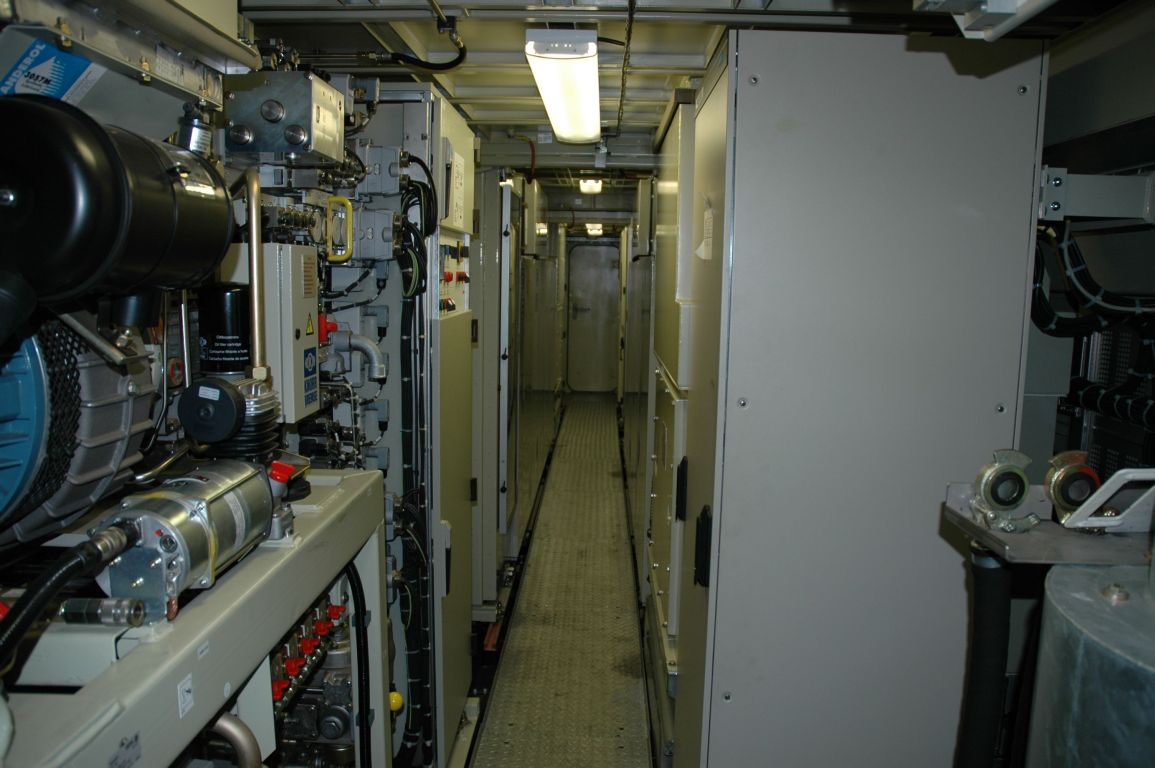
ドイツ鉄道所属185.1形機関車の機械室

主開閉器を通じて供給された電流は電圧と電力量を測る為に高電圧側へ、そして車両の駆動に消耗及び逆充電されるエネルギー量を正確に検出できる電力量計へ流れる。
交流用機関車の場合、主変圧器の駆動機側の巻線 (Traktionswicklung) は両側の駆動用コンバータ (Traktionsstromrichter) に連結されて、そこでは電車線の電流が三相交流電流に変換する。このコンバータは、Hブリッジ回路、中間の直流回路、逆変換装置と単位装置として統合されている。変圧器の二次巻線に起きる電力変化によってコンバータの入力電圧は15 kVだけではなく、25 kVのシステムにも一定である。直流用機関車の場合、Hブリッジ回路は3000 V以下には降圧コンバータ (step-down converter) として、1500 V以下には昇圧コンバータ (step-up converter) として機能する。DC2形式の機関車の場合、Hブリッジ回路は抜けている。
全機種の機関車には、可変的な電圧と周波数の三相交流が逆変換装置の出力側に適合して、その電流で主電動機は作動する。逆変換装置とHブリッジ回路は類似に組み立てられるので、制動時駆動モーターから発生するエネルギーはAC/ACコンバーターを通じて逆方向に流れ、その後回路網に再び備蓄される。機関車の電力量計ではこのエネルギー移動まで計算される。交流用機関車の場合、機械室にブレーキ抵抗器が設置されている。ブレーキ抵抗器は送風機によって冷却される。送風機は外気を吸い取り、抵抗器へ押して、屋根へ排出する。多重システム機関車にも電力2.4メガワットのブレーキ抵抗器が装着されている。ブレーキのエネルギーは3.6 kV以下の直流電圧の場合、電車線に再び備蓄されるが、もっと高い電圧の場合、抵抗器は付加的に作動する。

### 制動装置
制動装置のコンピューターは制約条件の制動加速度 (Bremsverzögerung) を電気ブレーキで試して、加速度が条件に合わない場合、圧縮空気ブレーキを補助装置にするよう、プログラムされている。TRAXX3の電気ブレーキは240 kNの制動力を発揮する。ブレーキ掛けの指令は指令線を介して他の車両に伝達されるので、列車の全てのブレーキが反応できて、列車の連結部に圧縮及び張力が発生しない。輪軸には統合ディスクブレーキが装着されている。貨物列車などの入れ換えの目的で作用する付加ブレーキと留置される車両の固定のためのばねブレーキは走行用ブレーキに属しない。全ての列車で消耗される圧縮空気は圧縮機 (Luftpresser) によって、1分あたり2400リトルの吸入量で800リトル容器を通じて供給される。

### 運転室

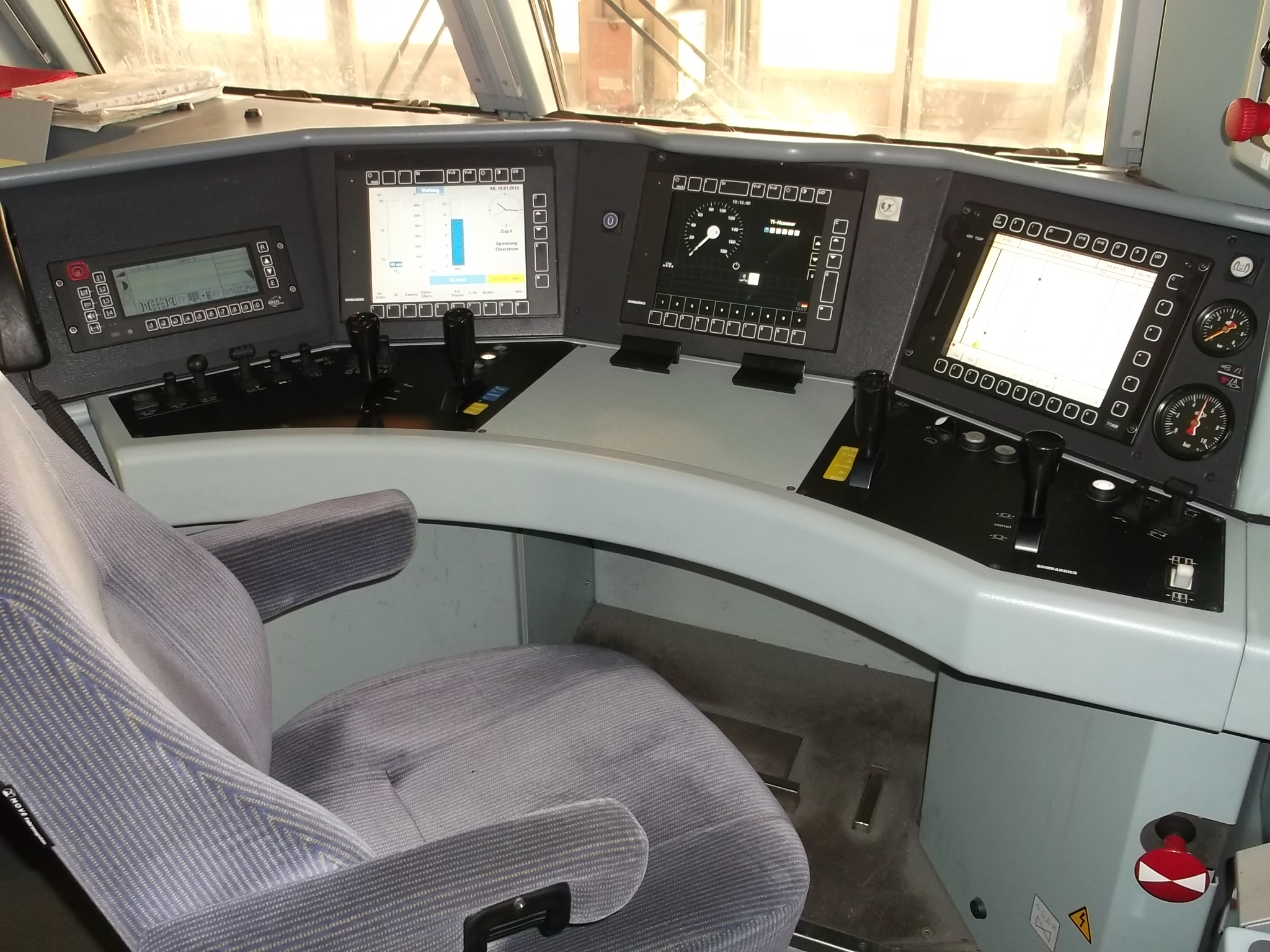
186形機関車の運転席

列車が互いに会うとき障害を防ぐ為に、運転室は耐圧構造で製作されている。運転台はTRAXXとTRAXX2の場合ドイツ鉄道の標準で、TRAXX2Eの場合ヨーロッパの標準 (European Driver's Desk) で設置されている。
全世代の機関車はドイツ以外にも投入されているため、定型のアナログ方式の計基盤は、速度・牽引力・信号表示及び自動運転・制動操作と連続列車制御装置の表示器を構成するモニターで置き換えられた。他の適応として国家間に通用できる列車無線装置は装着された。